# The D4
The D4 waren eine Rockband aus Auckland, Neuseeland. Ihre Musik wurde von Hollywood Records in den USA, Flying Nun Records in Neuseeland und Infectious Records im Vereinigten Königreich veröffentlicht.

## Bandgeschichte
Die Band wurde von Dion Palmer und Jimmy Christmas, beides Gitarristen und Sänger, gegründet. Sie stellten damals nur zum Spaß eine Sammlung von Stücken zusammen und holten noch zwei weitere Mitglieder in die Band. Ihren ersten Auftritt hatten sie in der Frisbee Leisure Lounge. Bald darauf folgten auch schon Auftritte in den Pubs der lokalen Innenstadt.
Die Debüt-EP der Band wurde auf Flying Nun Records im Jahr 1999 veröffentlicht und enthält unter anderem die Stücke Girl und Come on!. Der Stil der Band lässt sich als „Hard Rock mit sehr vielen, energiegeladenen Gitarrensolos“ beschreiben.
Es folgten zwei Alben in den Jahren 2001 und 2005. Als besonderes Merkmal der Band galt, dass Dion Palmer und Jimmy Christmas gemeinsam sangen, manchmal sogar vom selben Mikrofon. Nach dem Erfolg von Bands wie The Strokes und The White Stripes wurden auch The D4 und The Datsuns zu weithin bekannten Musikgruppen im Vereinigten Königreich und Japan.
Im Mai 2006 gab die Band bekannt, dass sie eine Auszeit auf unbestimmte Zeit nehmen würde. Dion Palmer zog daraufhin nach New York City und ist seit 2010 (unter dem Namen Dion Lunadon) Bassist der Noise-Rock-Band A Place to Bury Strangers.

## Diskografie
- 1999: The D4 EP
- 2001: 6twenty
- 2005: Out of My Head